# Haroon Rahim
Haroon Rahim (Lahore, 12 novembre 1949) è un ex tennista pakistano.

## Carriera
In carriera ha vinto 2 titoli in singolare e 3 titoli di doppio. Nei tornei del Grande Slam ha ottenuto il suo miglior risultato raggiungendo i quarti di finale di doppio agli US Open nel 1971.
In Coppa Davis ha disputato 9 partite, collezionando 3 vittorie e 6 sconfitte.

## Statistiche

### Singolare

#### Vittorie (2)
| Numero | Anno | Torneo                        | Superficie | Avversario in finale  | Punteggio |
| 1.     | 1976 | ATP Cleveland, Cleveland      | Sintetico  | Aleksandre Met'reveli | 6-4, 6-4  |
| 2.     | 1976 | Little Rock Open, Little Rock | Sintetico  | Colin Dibley          | 6–4, 7–5  |

### Doppio

#### Vittorie (3)
| Numero | Anno | Torneo                                | Superficie  | Compagno        | Avversari in finale            | Punteggio     |
| 1.     | 1974 | Oslo Open, Oslo                       | Indoor      | Karl Meiler     | Jeff Borowiak Vitas Gerulaitis | 6-3, 6-2      |
| 2.     | 1975 | ATP Volvo International, North Conway | Terra rossa | Erik Van Dillen | John Alexander Phil Dent       | 7-6, 7-6      |
| 3.     | 1977 | Little Rock Open, Little Rock         | Sintetico   | Colin Dibley    | Bob Hewitt Frew McMillan       | 6–7, 6–3, 6–3 |